# Bồn địa Fergana
Bồn địa Fergana, hoặc gọi thung lũng Fergana, là bồn địa sơn gian nằm giữa dãy núi Thiên Sơn và dãy núi Gissar - Alay, ở vào khu vực giáp giới ba nước Uzbekistan, Tajikistan và Kyrgyzstan. Bồn địa có chiều đông - tây dài 300 kilômét, chiều nam - bắc rộng 70 kilômét, cao từ 330 đến 1.000 mét so với mực nước biển. Tổng dân số đạt 14 triệu người, mật độ dân số 636 người/ km². Bồn địa Fergana thuộc khí hậu lục địa. Nhiệt độ không khí trung bình vào tháng 1 là 2 đến 3°C, tháng 7 là 24 đến 27°C. Từ tháng 4 đến tháng 9 rất ít mưa. Mùa mưa bắt đầu từ tháng 10. Lượng giáng thủy trung bình hằng năm là 100 đến 500 milimét.
Nhà nước Đại Uyên đặt tại đây vào triều nhà Hán. Dòng sông bên trong bồn địa ngang dọc đan xen, xưa nay nông nghiệp chỗ này vô cùng phát triển, khiến cho dân số của khu vực này chiếm 1/4 toàn bộ Trung Á. Tuy nhiên, bởi vì nhiệt độ Trái Đất tăng lên với biên độ lớn vào cuối những năm 2010, cho nên ảnh hưởng nghiêm trọng nền nông nghiệp của khu vực này, lại còn hình thành xung đột dân tộc nghiêm trọng ở khu vực đa dân tộc này.

## Tên gọi
Fergana có thể viết thành Farghana hoặc Ferghana. Ở khu vực khác nhau có ngôn ngữ viết khác nhau, thí dụ như:
- Chữ Uzbek: Farg'ona vodiysi, Фарғона водийси, فەرغانە ۉادىيسى;
- Chữ Kyrgyz: Фергана өрөөнү, Ferghana öröönü, فەرعانا ۅرۅۅنۉ;
- Chữ Tajik: водии Фaрғонa, Vodiyi Farghona;
- Chữ Nga: Ферганская долина, Ferganskaya dolina;
- Chữ Ba Tư: وادی فرغانه, Vâdiye Ferqâna;
- Chữ Hindi: फ़रगाना घाटी, Fargānā ġhāțī;
- Chữ Urdu: وادئ فرغانہ, Wadiye Firghana;
- Chữ Trung Quốc: 费尔干纳盆地, tiểu nhi kinh: فِ عَر قًا نَ پٌ دِ;
- Chữ Đông Can: Фыйрганна Пенды.

## Địa hình địa mạo

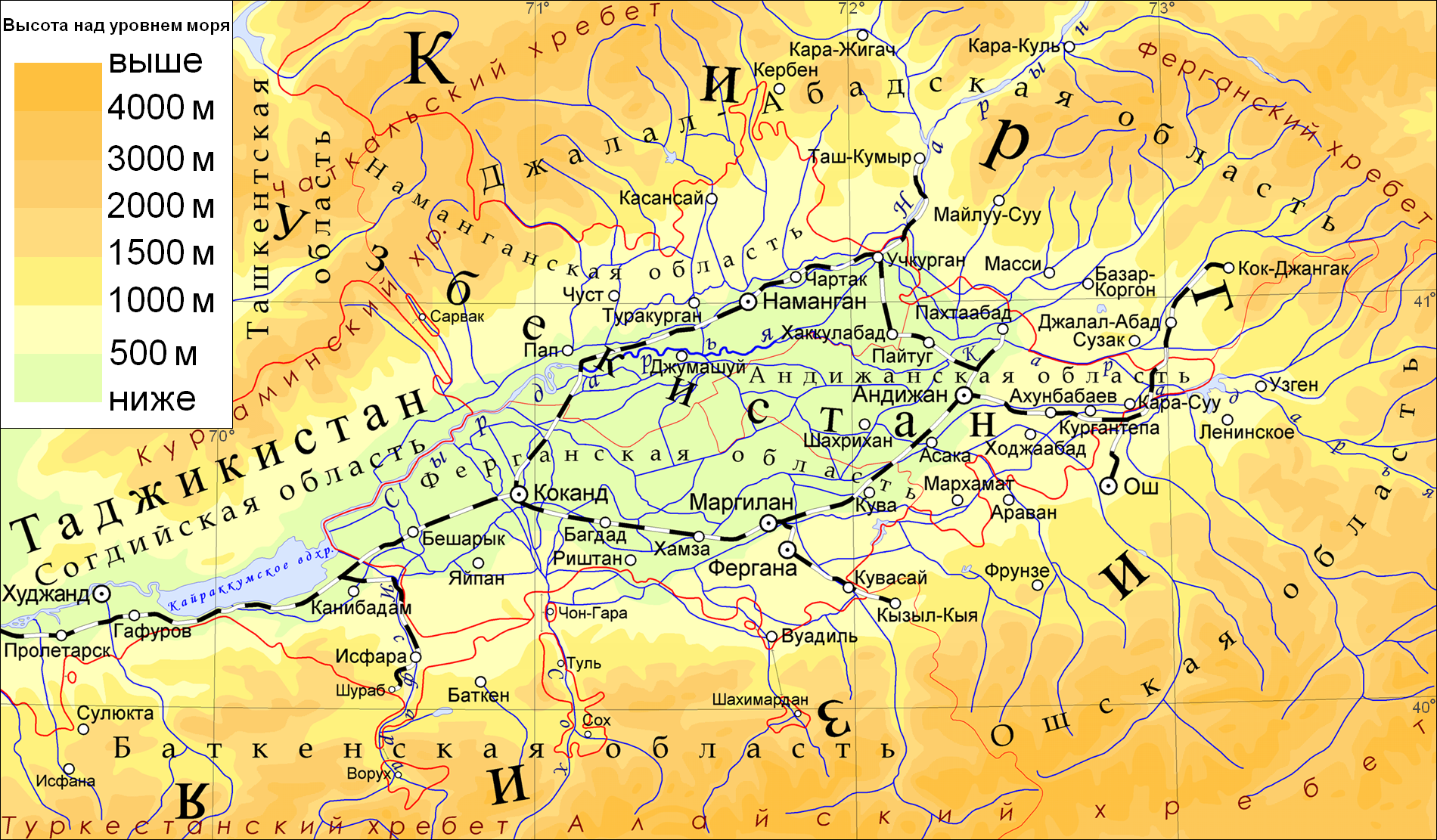
Bản đồ bao quanh bồn địa Fergana.

Bồn địa Fergana là vùng sụt lún rộng lớn ở giữa dãy núi Thiên Sơn và dãy núi Gissar - Alay, phần lớn nằm ở phía đông Uzbekistan, một phần nằm ở biên giới hai nước Tajikistan và Kyrgyzstan. Bồn địa có hình tam giác, diện tích 22.000 kilômét vuông (8.500 dặm Anh vuông). Phía tây bắc lấy hai dãy núi Chatkal và Kurama làm ranh giới, phía đông bắc lấy dãy núi Fergana làm ranh giới, phía nam gần kề hai dãy núi Alay và Turkestan. Phía tây nối liền với hẻm núi Khujand dài hẹp và thảo nguyên Mirzacho'l.
Phía đông bồn địa cao trên 1.000 mét, dốc thoai thoải về phía tây, đến lúc gặp Khujand thì đạt độ cao 315 mét, ven rìa là khu vực gò đồi thấp và trọc. Rất nhiều sông suối từ trên núi chảy xuống xuyên qua giữa các gò đồi, tưới rót ốc đảo màu mỡ liên tục không ngừng, trung tâm bồn địa là thảo nguyên Yazyavan phân bố đầy đầm kiềm muối và đồi cát.
Bồn địa Fergana thuộc khí hậu lục địa, mùa đông không quá lạnh, mùa hè nóng nực, lượng giáng thủy rất ít, đặc biệt phía tây của bồn địa là khô hạn nhất. Dòng sông chủ yếu là sông Syr, chảy dọc sát rìa phía bắc của bồn địa. Phần lớn dòng sông khác dùng hoàn toàn cho việc tưới tiêu; có một số kênh tưới tiêu lớn như kênh đào Đại Fergana, Nam Fergana và Bắc Fergana.
Bồn địa Fergana là một trong những khu vực có nhân khẩu đông đúc nhất ở Trung Á, là vùng sản xuất chủ yếu của cây bông, trái cây và tơ sống. Khoáng sản đã khai thác có than đá, dầu thô, thủy ngân, stibium và ozokerit. Thành phố chủ yếu có Khujand, Kokand, Fergana, Margilan, Andijan, Namangan, Osh và Jalal-Abad.

## Vị trí địa lí
Bồn địa Fergana nằm ở đường biên giới của ba nước Uzbekistan, Tajikistan và Kyrgyzstan đan chéo lẫn nhau, hình thành cục diện phức tạp "trong bạn có tôi, trong tôi có bạn". Thí dụ như, vùng Batken của Kyrgyzstan ở vào bên trong bồn địa có 4 exclave thuộc về Uzbekistan và 2 exclave thuộc về Tajikistan.
Tỉnh Fergana ở vào phía đông của nước Cộng hoà Uzbekistan, phía nam của bồn địa Fergana. Phía nam tiếp giáp Kyrgyzstan, phía tây giáp Tajikistan, diện tích chừng 7.000 kilômét vuông. Nhân khẩu 3.782.200 người. Trung tâm hành chính của tỉnh nằm ở thành phố Fergana. Nhân khẩu hơn 264.000 người. Phía bắc của tỉnh là thảo nguyên Karakalpak và Yazyavan. Địa thế trong tỉnh cao dần từ bắc xuống nam.
Khu vực đồng bằng cao 320 mét so với mực nước biển, khu vực chân núi cao 500 đến 1.000 mét. Khí hậu là khí hậu lục địa. Mùa đông ấm áp ,màu hè nóng nực. Nhiệt độ cao nhất vào tháng 7 đạt 46℃. Lượng giáng thủy hằng năm có sự khác biệt giữa các khu vực, phía tây là 100 milimét, phía đông là 170 milimét, khu vực chân núi là 270 milimét, lượng mưa tập trung vào mùa xuân, khoảng thời gian không có sương là 204 ngày.
Rất nhiều thôn làng trong bồn địa Fergana đã trở thành thôn làng xuyên biên giới. Dân chúng ở chỗ này rất đông, cũng cư trú xuyên biên giới, thậm chí có hiện tượng một gia đình cư trú xuyên biên giới đi đến đâu cũng vậy, do đó có phát sinh mâu thuẫn giữa các dân tộc. Dân chúng nơi này chủ yếu tuân theo đạo Hồi, nhưng mà chia ra thuộc các tông phái khác nhau, trong đó có cả giáo phái cực đoan và cấp tiến.

## Đặc trưng khí hậu
Bồn địa Fergana thuộc về khí hậu lục địa. Vào tháng 3, nhiệt độ lên đến 20°C, nhiệt độ tháng 6 và 7 đạt 35°C. Từ tháng 4 đến tháng 9 rất ít mưa. Mùa mưa bắt đầu từ tháng 10. Nhiệt độ tháng 12 và 1 có thể thấp đến -20°C.
Sông Syr, sông Sokh và sông Isfara chảy qua bồn địa này. Kênh đào Đại Fergana, Nam Fergana và hồ chứa nước Kayrakkum được xây dựng vào thời kì Liên Xô cũ đã hình thành mạng lưới tưới tiêu thủy lợi ở chỗ này, khiến cho bồn địa trở thành khu vực tương đối phát triển cho ngành nghề trồng bông và trồng nho.

## Cảnh quan chủ yếu
Bất luận là Tashkent ở Uzbekistan, Bishkek ở Kyrgyzstan hay là Almaty ở Kazakhstan, một khi nói ra bồn địa Fergana, mọi người ngay lập tức bỗng biến sắc mặt.
Bồn địa Fergana có núi và sông tuyệt đẹp, khí hậu dễ chịu, không có lũ lụt, thú dữ, cũng không có bệnh tật khó chữa trị. Tuy nhiên, những năm gần đây hầu như trở thành biểu tượng của khủng bố, xung đột, rối loạn trật tự và tệ nạn xã hội.
Tại bồn địa Fergana, hơn 100 dân tộc chăn thả cừu trên cùng một dãy núi và uống nước trong cùng một con sông nhỏ. Khi phóng viên nước ngoài lần đầu đến Trung Á cư trú liên tục trong ba năm đã nghe nói rằng, nếu muốn hiểu biết rõ cảnh đẹp sông núi của Trung Á, thì phải đến Medeu ở ngoại ô Almaty đi thưởng thức núi tuyết; nếu muốn nếm trải phong cách cổ của văn hoá Trung Á, thì phải đến Samarkand nằm gần Tashkent đi tìm kiếm năm tháng xa xưa, bị bụi đất che đậy; nếu muốn xem hiểu cục thế an ninh của Trung Á, chỉ có thể đi một chuyến đến bồn địa Fergana.

## Tập quán nhân văn
Sông Syr chảy qua biên giới tây bắc của tỉnh Fergana. Ngoài ra còn có sông Isfara, sông Sokh, sông Shohimardonsoy và Isfayramsay đều bắt nguồn từ dãy núi Alay. Trong biên giới của tỉnh Fergana đã có người Uzbek, người Nga, người Tajik, người Tatar và người Kyrgyz. Người Uzbek chiếm gần 80% tổng dân số của tỉnh.
Các ngành nghề tương đối phát triển có kéo sợi bông, dệt lụa, dầu mỡ, công nghiệp hoá học, gia công kim loại và công nghiệp vật liệu xây dựng. Ngành nông nghiệp ở tỉnh Fergana chủ yếu là ngành trồng bông, ngành làm vườn. Trong tỉnh có 3 hệ thống tưới tiêu cỡ lớn. Chăn nuôi gia súc để sản xuất sữa bò, cừu là chính. Phổ biến nuôi bò, nuôi cừu trên bãi chăn thả thiên nhiên ở khu vực chân núi.
Ngành nuôi tằm khá phát triển. Trong tỉnh có 228.3 kilômét đường sắt và 4.961 km đường cao tốc.

## Địa vị kinh tế
Bồn địa này là một bồn địa sơn gian ở trong đới uốn nếp Thiên Sơn, chủ yếu nằm ở trong lãnh thổ của Uzbekistan và Kyrgyzstan, diện tích chỉ có 22.000 kilômét vuông, là bồn địa chứa dầu khí nổi tiếng. Đáy nền ở giữa bồn địa sâu tới 11 kilômét.
Địa tầng đại Trung sinh và đại Tân sinh gần giống với bồn địa Tajik, nhưng độ dày hơi mỏng, đá cacbonat phân bố hạn chế. Địa tầng giới Trung sinh dày 500 đến 2.000 mét, chủ yếu là vỉa than đá tướng lục địa và đá mạt vụn tạp màu, chỉ có ở phía nam bồn địa xuất hiện trầm tích tướng hồ và tướng biển vào thế Phấn trắng muộn.
Hệ Đệ tam hạ phổ biển là trầm tích gần bờ cho đến tướng biển, dày 150 - 600 mét. Ở hệ Đệ tam thượng, trầm tích molasse tướng lục địa dày 500 đến 6.000 mét (ở khoảng giữa bồn địa), ở phía tây bắc xuất hiện tầng đá muối hơn 200 mét. Trong bồn địa có khu vực đứt gãy lớn và sâu hướng đông bắc chia làm hai bậc thang nam bắc và vùng sụt lún trung tâm.
Đới kiến tạo ở gần rìa các núi già khá phức tạp, kết cấu cục bộ sắp xếp theo hình nhạn bay, hẹp và nhỏ, phần giữa lộ ra hệ Đá phấn và hệ Đệ tam hạ, có đứt gãy chờm nghịch, vết dầu lộ thiên khắp nơi. Năm 1904 phát hiện mỏ dầu đầu tiên - mỏ dầu Chimyon. Sau này, tiếp tục phát hiện một loạt mỏ dầu như Nefteabad, Andijan, Bukhara - Khiva, v.v Tầng chủ yếu chứa dầu khí là hệ Đệ tam, hệ Jura và hệ Phấn trắng. Bốn mươi sáu mỏ dầu khí đã phát hiện trong bồn địa đa số ở trong lãnh thổ Uzbekistan.

## Chú ý
1. ↑  Bồn địa sơn gian (intermontane basin), hoặc gọi sụt lún sơn gian, là chỉ vùng đất thấp được vây quanh/bị giới hạn bởi đồi núi, là bồn địa nằm ở giữa đới tạo sơn. Bồn địa cấu tạo phần nhiều thuộc về bồn địa sơn gian, ngoài ra bồn địa lũng sông (river valley) và bồn địa tan rã (dissolution basin) trong vùng núi, cũng thuộc về bồn địa sơn gian. Chiếu theo lí luận hệ thống bồn - núi, cùng lúc đới tạo sơn nhô lên, thì bên cạnh đới tạo sơn sẽ sản sinh bồn địa tương ứng, hơn nữa bồn và núi không thể tách rời. Đới tạo sơn thường được biết là hình thành trong điều kiện kéo duỗi, đới tạo sơn sẽ bị bóc mòn khi nhô lên, vật chất bóc mòn sẽ lắng đông trầm tích ngay trong bồn địa, do đó sẽ hình thành một chuỗi molasse đại diện cho bồn địa trầm tích; tương ứng, vỏ Trái Đất dưới bồn địa (lớp có sức cản thấp và tốc độ thấp) sẽ có một bộ phận vật chất chảy xuống đáy của gốc núi, bởi vì vật chất vỏ Trái Đất dưới bồn địa chảy đến đáy của gốc núi hình thành dị thường nhiệt mácma ở đáy của gốc núi, hình thành lớp vỏ bên dưới nung nóng lại xâm chiếm đáy rồi phun bắn lên trên.